# Xigang
Xigang är ett stadsdistrikt och säte för stadsfullmäktige i Dalian i Liaoning-provinsen i nordöstra Kina.